# Normand Bergeron
Pour les articles homonymes, voir Bergeron.
Normand Bergeron est un réalisateur québécois.

## Filmographie
- 1998 : L'Hypothèse rivale, un court métrage
- 2000 : Inséparables, un court métrage
- 2021: Le  Club Vinland (en tant que scénariste), un long-métrage

## Récompenses et nominations

### Récompenses
Il a remporté en  2001 le prix Jutra du Meilleur court/moyen métrage pour Inséparables.